# Ajit Pai

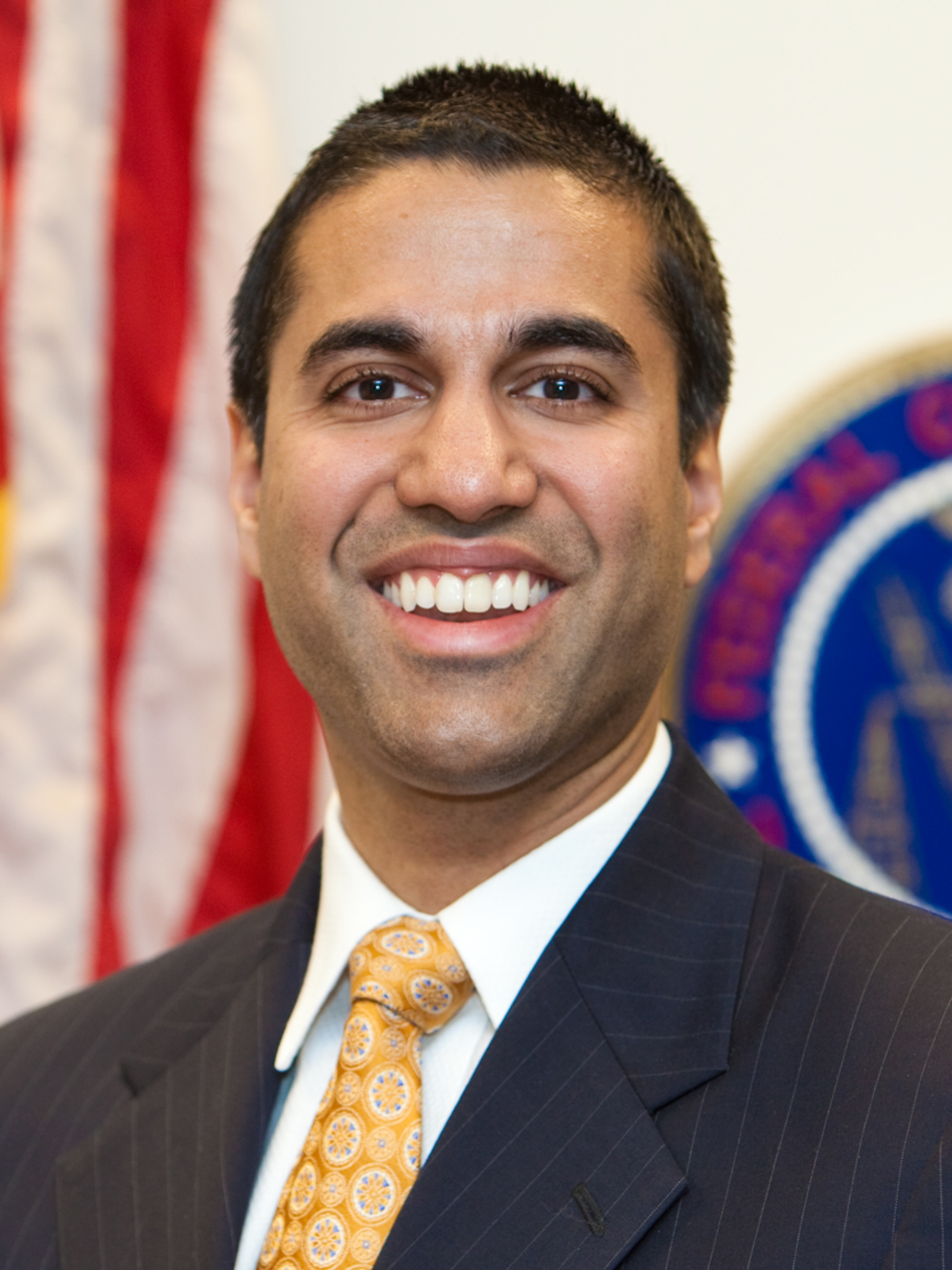
Ajit V. Pai, 2013

Ajit Varadaraj Pai (* 10. Januar 1973 in Buffalo) ist ein US-amerikanischer Jurist. Von 2017 bis 2021 war er Vorsitzender der Federal Communications Commission (FCC).

## Karriere
Pai hat an der Harvard University studiert mit Bachelor-Abschluss in Sozialwissenschaften im Jahr 1994 und erhielt 1997 den Juris Doctor von der University of Chicago, wo er zeitweise Mitherausgeber des University of Chicago Law Review war und mit dem Thomas J. Mulroy Prize ausgezeichnet wurde. Er war anschließend unter anderem tätig beim Justizministerium, beim Kommunikationskonzern Verizon und beim US-Senat. Im Mai 2012 wurde er von US-Präsident Barack Obama in die FCC berufen. Am 23. Januar 2017 wurde er von dessen Nachfolger Donald Trump als Nachfolger von Tom Wheeler zum Vorsitzenden der FCC bestellt. Mit Ende der Amtszeit Trumps, am 20. Januar 2021, verließ er die FCC. Er war der erste Amtsinhaber indischer Abstammung und gehört der Republikanischen Partei an.

## Positionen
Die National Association of Broadcasters lobte Pai 2017 für seinen Einsatz zur Revitalisierung des Mittelwellen-Rundfunks in den USA, der Einführung des neuen TV-Standards ATSC 3.0 und die Änderung des Reglements zum Kartellschutz bei Sendereigentümern.
Pai gilt als vehementer Gegner der Netzneutralität. Eine unter Präsident Obama verabschiedete Initiative, die diese vorschreibt, lehnt er ab. Am 14. Dezember 2017 erreichte die FCC unter Pais Führung die Aufhebung der Netzneutralität in den USA.